# Gomphrena haageana

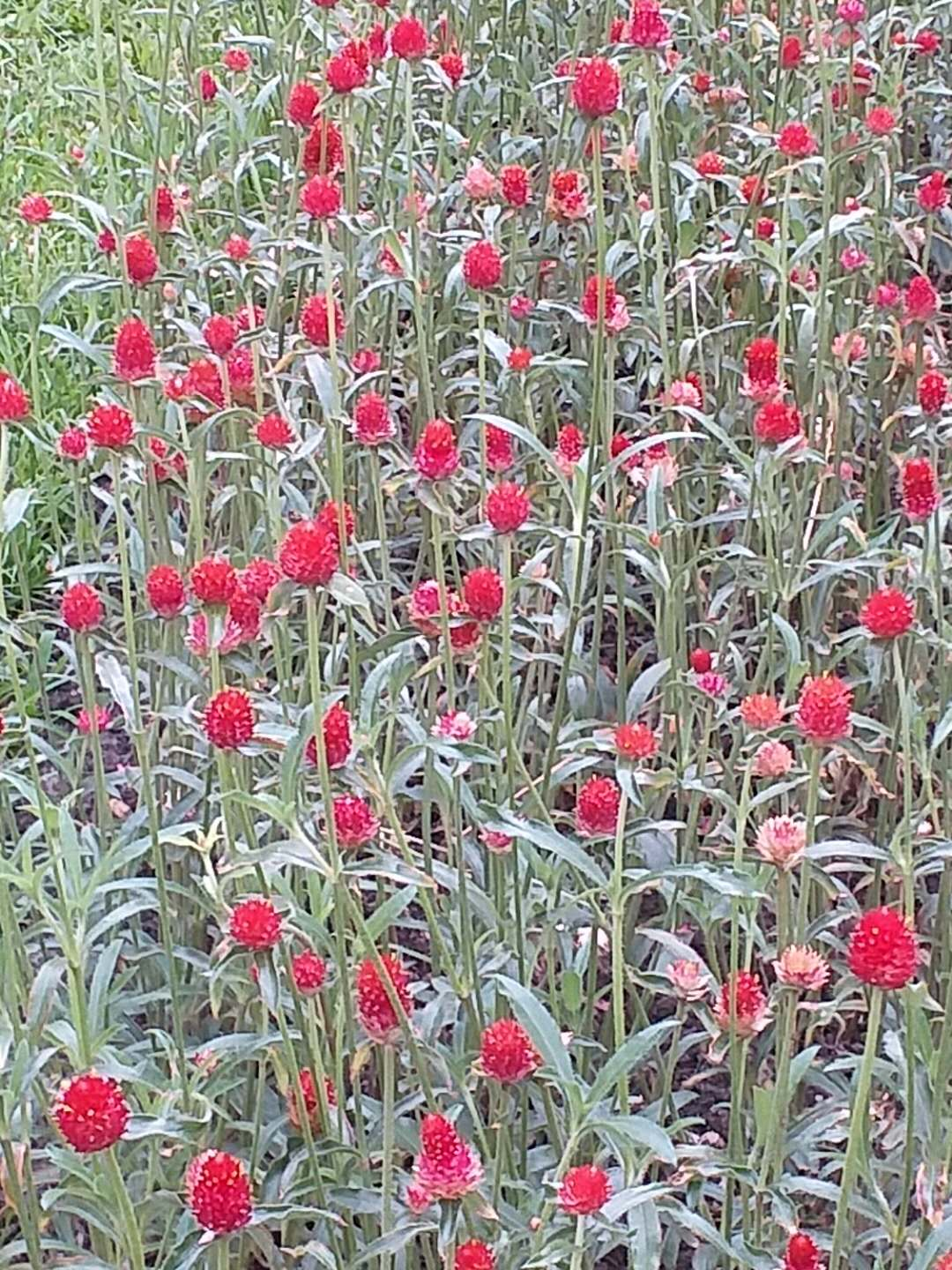
Gomphrena haageana Klotzsch, National Museum of Natural Science, Taichung, Taiwan.

Gomphrena haageana là loài thực vật có hoa thuộc họ Dền. Loài này được Klotzsch mô tả khoa học đầu tiên năm 1853.